# Fux
Fux is een Duitse muziekgroep.

## Bezetting
- Uli Sprenger[2]
- Bernd Klüser[3]
- Claus Mathias-Clamath[4]
- Ferdinand Förster[5]
- Siggi Hunold[6]

## Geschiedenis
Fux ontstond kort na het verzwakken van de Neue Deutsche Welle. De band houdt zich naar eigen zeggen bezig met de doelgroep van de twee- tot twaalfjarigen en diens ouders. De groep werd in 1984 geformeerd door Uli Sprenger en Bernd Klüser in Finnentrop. Hun eerste platencontract kregen de muzikanten in 1987 bij EMI Records in Keulen. Er volgden talrijke tv-optredens, onder andere in de Tigerenten Club, bij KiKA en bij de Goldene Stimmgabel in het ZDF. Het Ministerie van Verkeer van Noordrijn-Westfalen gebruikt het lied Glück gehabt als herkenningsmelodie van de actie Kinder sehen es anders.
Het team Sprenger/Klüser werkt ook succesvol als songwriters, onder andere voor collega's als Markus, Nicole, Michael Morgan, Roland Kaiser en Wind. In 2010 namen de Mallorca Cowboys, die door het nummer Das rote Pferd landelijk bekend werden, de grote hit Überdosis Glück van Fux opnieuw op.

## Discografie

### Singles
- 1987: Überdosis Glück
- 1987: Zeit zum Schlafen geh’n
- 1988: Einsam für mich
- 1988: Der Stoff aus dem die Träume sind
- 1988: Erst dann lieb ich dich
- 1989: Ich und du – Rendezvous
- 1989: Der liebe Gott
- 1989: Lollipop
- 1992: Oh Mann
- 1993: Ich weiß
- 1994: Ich mag Mädchen
- 1995: 1000 gute Gründe
- 2001: Alles nur ein Traum

### Albums
- 1988: Überdosis Glück
- 1989: Rendezvous
- 2001: Funny Fux
- 2005: Ich mach Spaß
- 2010: Hereinspaziert